# بالدوين كوك
بالدوين كوك (بالإنجليزية: Baldwin Cooke)‏ مواليد 10 مارس 1888 - الوفاة 13 ديسمبر 1953، هو ممثل أمريكي. من أشهر أعماله لوريل وهاردي.

## الأعمال
- يوم مثالي
- حزم مشاكلك
- أسمك من الماء
- واحدة بواحدة
- الفتاة البوهيمية
- عن الفئران والرجال

## روابط خارجية
- بالدوين كوك على موقع IMDb (الإنجليزية)
- بالدوين كوك على موقع ألو سيني (الفرنسية)
- بالدوين كوك على موقع أول موفي (الإنجليزية)
- بالدوين كوك على موقع قاعدة بيانات برودواي على الإنترنت (الإنجليزية)
- بالدوين كوك على موقع قاعدة بيانات الأفلام السويدية (السويدية)
- بالدوين كوك على موقع قاعدة بيانات الفيلم (الإنجليزية)
- بالدوين كوك على موقع كينوبويسك (الروسية)